# مارتیانه
مارتیانه (به لاتین: Martiany) یک روستا در لهستان است که در گمینا کنتژن واقع شده‌است. مارتیانه ۱۶۰ نفر جمعیت دارد.